# 烏爾比諾公國
烏爾比諾公國（義大利語：Ducato (Contea) di Urbino；1213年—1631年）是義大利北部历史上的一个主權國家。

## 歷史

### 蒙特費爾特羅家族
烏爾比諾最早是由腓特烈二世於1213年所設郡的，並於之後任命來自蒙特費爾特羅家族的布翁孔特·達·蒙特費爾特羅為烏爾比諾伯爵，1443年教宗尤金四世封歐丹托尼奧·達·蒙特費爾特羅為烏爾比諾公爵。公國的領土包含了現今馬爾凱的北部區域，東與亞得里亞海接壤，西至佛羅倫斯共和國交界，南與教宗國比鄰。
公國曾與1502年－1503年短暫地被切薩雷·波吉亞佔領。

### 德拉·羅維雷家族
由於烏爾比諾公爵圭多巴爾多·達·蒙特費爾特羅沒有子嗣，遂於1504年指定自己的外甥兼養子弗朗切斯科·瑪麗亞一世·德拉·羅維雷為繼承人，並於1512年獲得了佩薩羅，德拉·羅維雷家族除了1516年－1519年短暫地被羅倫佐二世·德·美第奇佔領外，一直統治著烏爾比諾公國。
1626年，因為末代公爵弗朗切斯科·瑪麗亞二世·德拉·羅維雷沒有繼承者，1625年公國交由教宗烏爾巴諾八世管理，待弗朗切斯科於1631年死後，教宗國將公國併吞，公國的資產之後給予了他的孫女婿托斯卡納大公斐迪南二世·德·美第奇，豐富的藏書則收入梵蒂岡博物館裡。

## 烏爾比諾統治者
| 姓名                                  | 出生日          | 統治日期         | 死亡日         | 配偶                                                                           |
| ------------------------------------- | --------------- | ---------------- | -------------- | ------------------------------------------------------------------------------ |
| 費德里科二世·達·蒙特費爾特羅          | ？              | 1364年－1370年？ | 1370年？       | 提奧多拉·貢扎加（Teodora Gonzaga）                                             |
| 安東尼奧二世·達·蒙特費爾特羅          | 1348年          | 1363年－1404年   | 1404年4月29日  | 阿尼埃西娜·德·普瑞費提·迪·維科（Agnesina dei Prefetti di Vico）                |
| 圭丹托尼奧·達·蒙特費爾特羅            | 1377年          | 1403年－1443年   | 1443年2月      | 琳加爾達·馬拉泰斯塔（Ringarda Malatesta）；卡特琳娜·科隆納（Caterina Colonna） |
| 歐丹托尼奧·達·蒙特費爾特羅 任命為公爵 | 1428年          | 1443年－1444年   | 1444年7月22日  | 伊索妲·埃斯特（Isotta d'Este）                                                 |
| 費德里科三世·達·蒙特費爾特羅          | 1422年6月7日    | 1444年－1482年   | 1482年9月10日  | 詹蒂萊·布蘭卡列奧尼（Gentile Brancaleoni）；巴緹絲塔·斯福爾扎                  |
| 圭多巴爾多·達·蒙特費爾特羅            | 1472年1月17日   | 1482年－1502年   | 1508年4月10日  | 埃莉莎貝塔·貢扎加                                                              |
| 切薩雷·波吉亞                         | 1475年9月13日？ | 1502年－1503年   | 1507年3月11日  | 阿爾布雷特的夏洛特                                                             |
| 圭多巴爾多·達·蒙特費爾特羅            | 1472年1月17日   | 1503年－1508年   | 1508年4月10日  | 埃莉莎貝塔·貢扎加                                                              |
| 弗朗切斯科·瑪麗亞一世·德拉·羅維雷     | 1490年3月22日   | 1508年－1516年   | 1538年10月20日 | 埃萊奧諾拉·貢扎加                                                              |
| 羅倫佐二世·德·美第奇                  | 1492年9月12日   | 1516年－1519年   | 1519年5月4日   | 瑪德琳·德·拉·圖·奧文尼                                                         |
| 弗朗切斯科·瑪麗亞一世·德拉·羅維雷     | 1490年3月22日   | 1521年－1538年   | 1538年10月20日 | 埃萊奧諾拉·貢扎加                                                              |
| 圭多巴爾多二世·德拉·羅維雷            | 1514年4月2日    | 1538年－1574年   | 1574年9月28日  | 茱莉亞·達·維拉諾（Giulia da Varano）；維多利亞·法爾內塞（Vittoria Farnese）    |
| 弗朗切斯科·瑪麗亞二世·德拉·羅維雷     | 1549年2月10日   | 1574年－1621年   | 1631年4月23日  | 魯克蕾齊雅·埃斯特（Lucrezia d'Este） ；利維亞·德拉·羅維雷                      |
| 費德里科·烏巴爾多·德拉·羅維雷         | 1605年5月16日   | 1621年－1623年   | 1623年6月28日  | 克勞蒂亞·美第奇                                                                |
| 弗朗切斯科·瑪麗亞二世·德拉·羅維雷     | 1549年2月10日   | 1623年－1631年   | 1631年4月23日  | 利維亞·德拉·羅維雷                                                             |